# Perigi (Pangkalan Lapam)
Perigi is een bestuurslaag in het regentschap Ogan Komering Ilir van de provincie Zuid-Sumatra, Indonesië. Perigi telt 2567 inwoners (volkstelling 2010).